# Burgos BH
Burgos BH (UCI kód: BBH) je španělský profesionální silniční cyklistický tým na úrovni UCI ProTeam se sídlem v Burgosu. Tým byl založen v roce 2006 pod názvem Viña Magna–Cropu.

## Doping
V prosinci 2017 dostal David Belda čtyřletý zákaz závodění kvůli pozitivnímu testu na EPO.
V červenci 2018 byl Igor Merino pozitivně otestován na růstový hormon ze vzorku odebraného v červnu.
V listopadu 2018 dostal Ibai Salas čtyřletý zákaz závodění kvůli porušování programu biologického pasu. Kvůli třetímu dopingovému případu v rozmezí 12 měsíců se tým potýkal s hrozbou zákazu závodění pro všechny jezdce týmu od 15 do 45 dní.

## Účast na Grand Tours
Tým Burgos BH se poprvé zúčastnil Grand Tour v roce 2018, a to Vuelty a España, avšak bez větších úspěchů. Následující rok se španělské Grand Tour tým znovu zúčastnil a díky Ángelu Madrazovi získal historický úspěch, protože se mu podařilo vyhrát 5. etapu z úniku. Skvělý den týmu podtrhl ještě Jetse Bol, který dojel na 2. místě za Madrazem. Madrazo také vedl vrchařskou soutěž od 2. do 15. etapy a nakonec závod dokončil na 2. místě v této klasifikaci, pouze za Geoffreym Bouchardem. V letech 2020 a 2021 se tým znovu zúčastnil Vuelty, ale jeho jezdci už však nebyli schopni navázat na úspěšný ročník 2019.

## Soupiska týmu
K 9. únoru 2024
- Clément Alleno (FRA) (* 8. října 2000)
- Rodrigo Álvarez (ESP) (* 24. srpna 1999)
- Antonio Angulo (ESP) (* 18. února 1992)
- Mario Aparicio (ESP) (* 23. dubna 2000)
- Jetse Bol (NED) (* 8. září 1989)
- Georgios Bouglas (GRE) (* 17. listopadu 1990)
- Sergio Chumil (GUA) (* 8. října 2000)
- David Delgado (ESP) (* 13. července 2000)
- José Manuel Díaz (ESP) (* 18. ledna 1995)
- Jesús Ezquerra (ESP) (* 30. listopadu 1990)
- Eric Fagúndez (URU) (* 14. prosince 2001)
- Sinuhé Fernández (ESP) (* 15. června 2000)
- Alejandro Franco (ESP) (* 26. září 2001)
- Ángel Fuentes (ESP) (* 5. listopadu 1996)
- Aaron Gate (NZL) (* 26. listopadu 1990)
- George Jackson (NZL) (* 20. února 2000)
- Victor Langellotti (MON) (* 7. června 1995)
- Sebastián Mora (ESP) (* 19. února 1988)
- Ander Okamika (ESP) (* 2. dubna 1993)
- Óscar Pelegrí (ESP) (* 30. května 1994)
- Jambaljamts Sainbayar (MGL) (* 4. září 1996)
- Karel Vacek (CZE) (* 9. září 2000)